# Église Notre-Dame-de-l'Assomption de Castelfranc
L'église Notre-Dame-de-l'Assomption de Castelfranc est une église catholique située à Castelfranc, dans le département français du Lot, en France.

## Historique
L'église a dû être construite peu après la fondation de la bastide à la fin du XIIIe siècle par l'évêque de Cahors au confluent du Vert et du Lot. 
L'église a été construite à un angle de la place. Elle a un clocher-mur percé de quatre baies campanaires. Le clocher-mur a été fortifié quand la bastide a été mise en défense en 1355 par les seigneurs des Junies et de Pestilhac qui ont occupé la ville pour le compte du roi d'Angleterre.
Une grande partie de la nef, le faux-transept sur lequel s'élève le clocher et la chapelle latérale polygonale nord ont été reconstruits en 1879.
L'édifice est classé au titre des monuments historiques le 20 novembre 1920.
Plusieurs objets sont référencer dans la base Palissy.

## Description
L'église est à nef unique. Elle est voûtée d'ogives. La nef a une chapelle peu profonde côté sud et, en face, une chapelle polygonale à contreforts rayonnants.
L'abside est carrée. Elle est surmontée d'une tour-clocher d'un seul étage.
La façade ouest comporte un portail gothique surmonté d'une rose. Elle se termine en clocher-mur. Le portail est décoré de chapiteaux, à gauche, avec des petites têtes humaines et, à droite, avec des fleurs et feuilles.

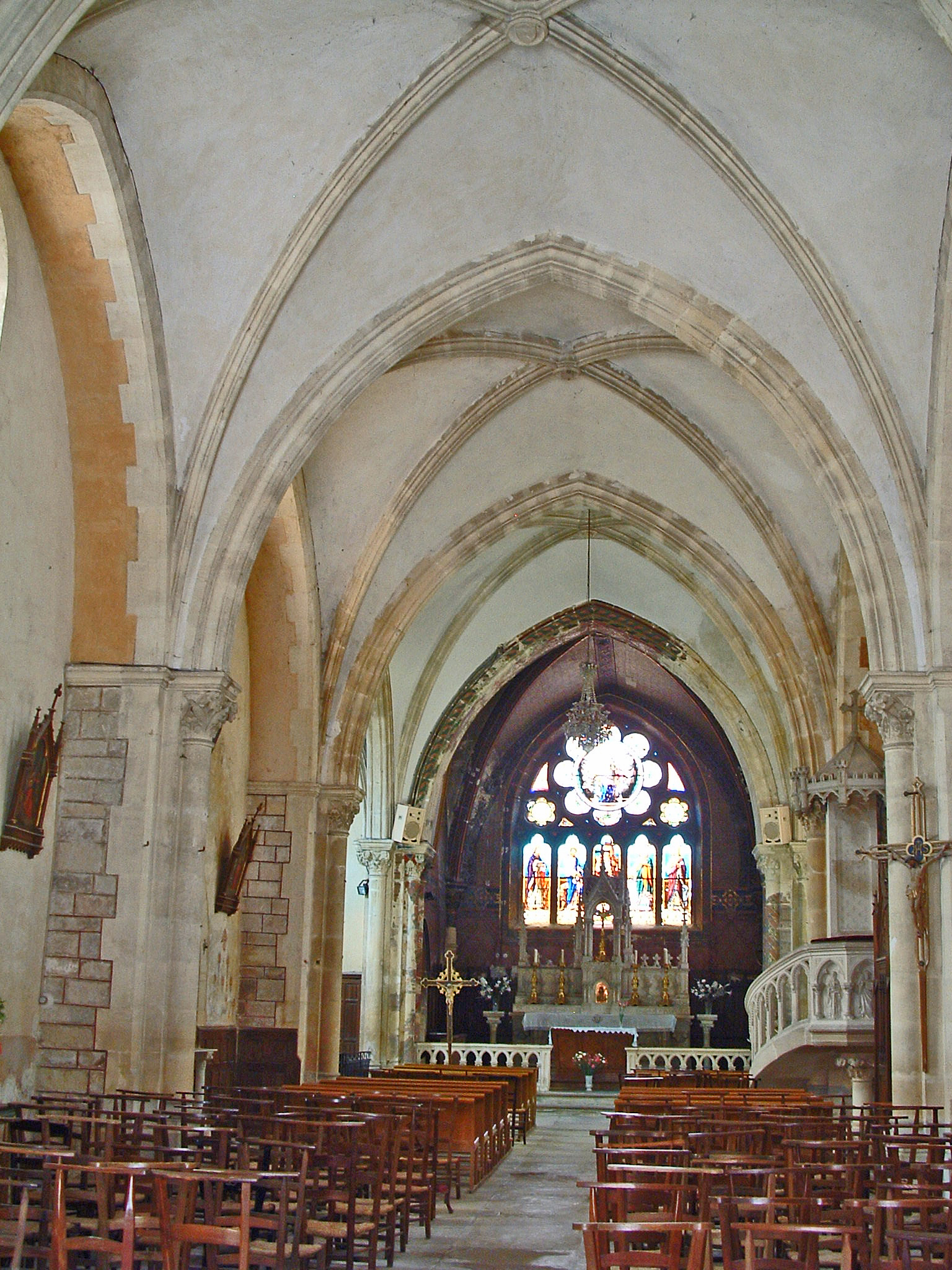
La nef.
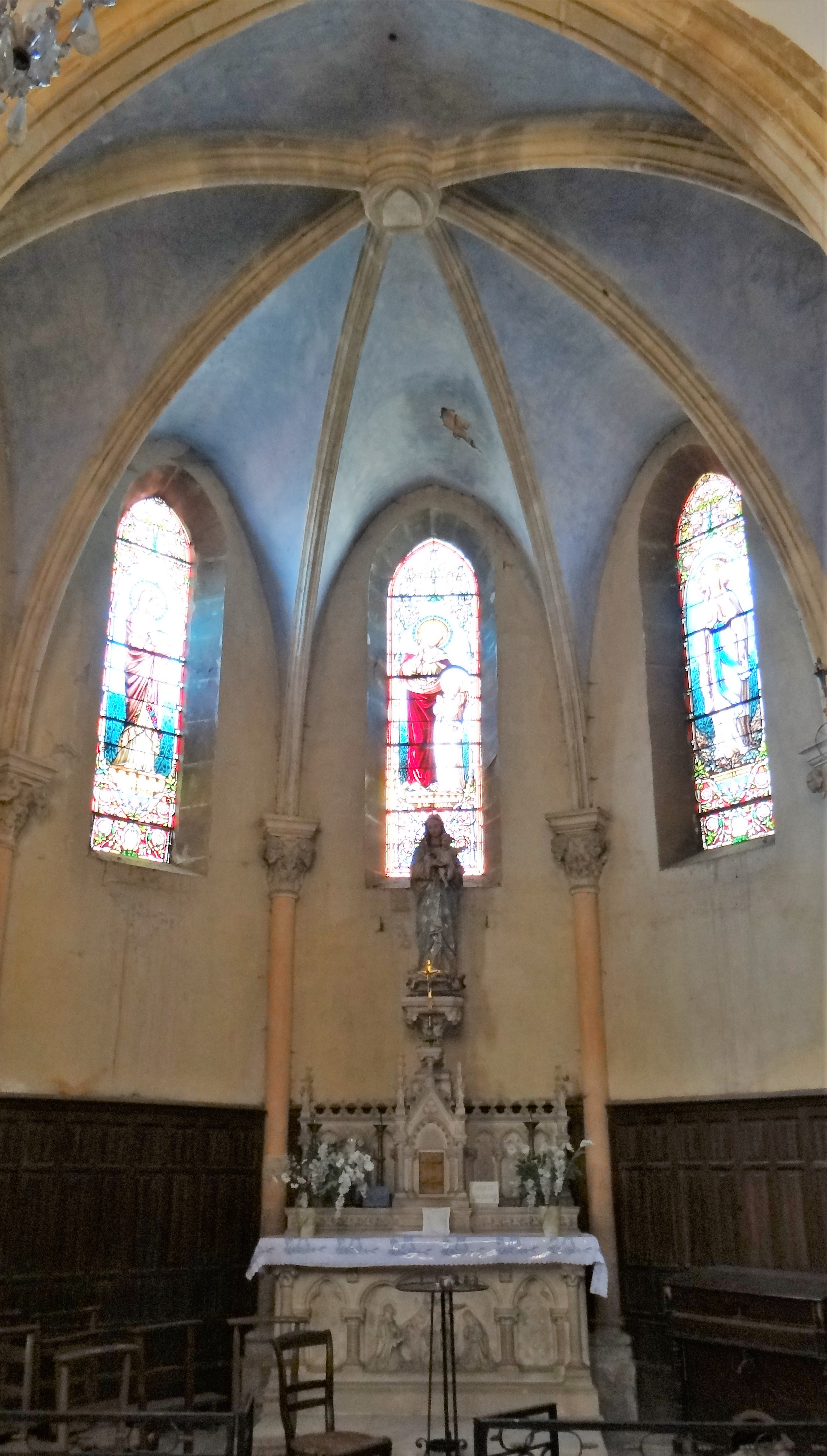
La chapelle nord construite en 1879.
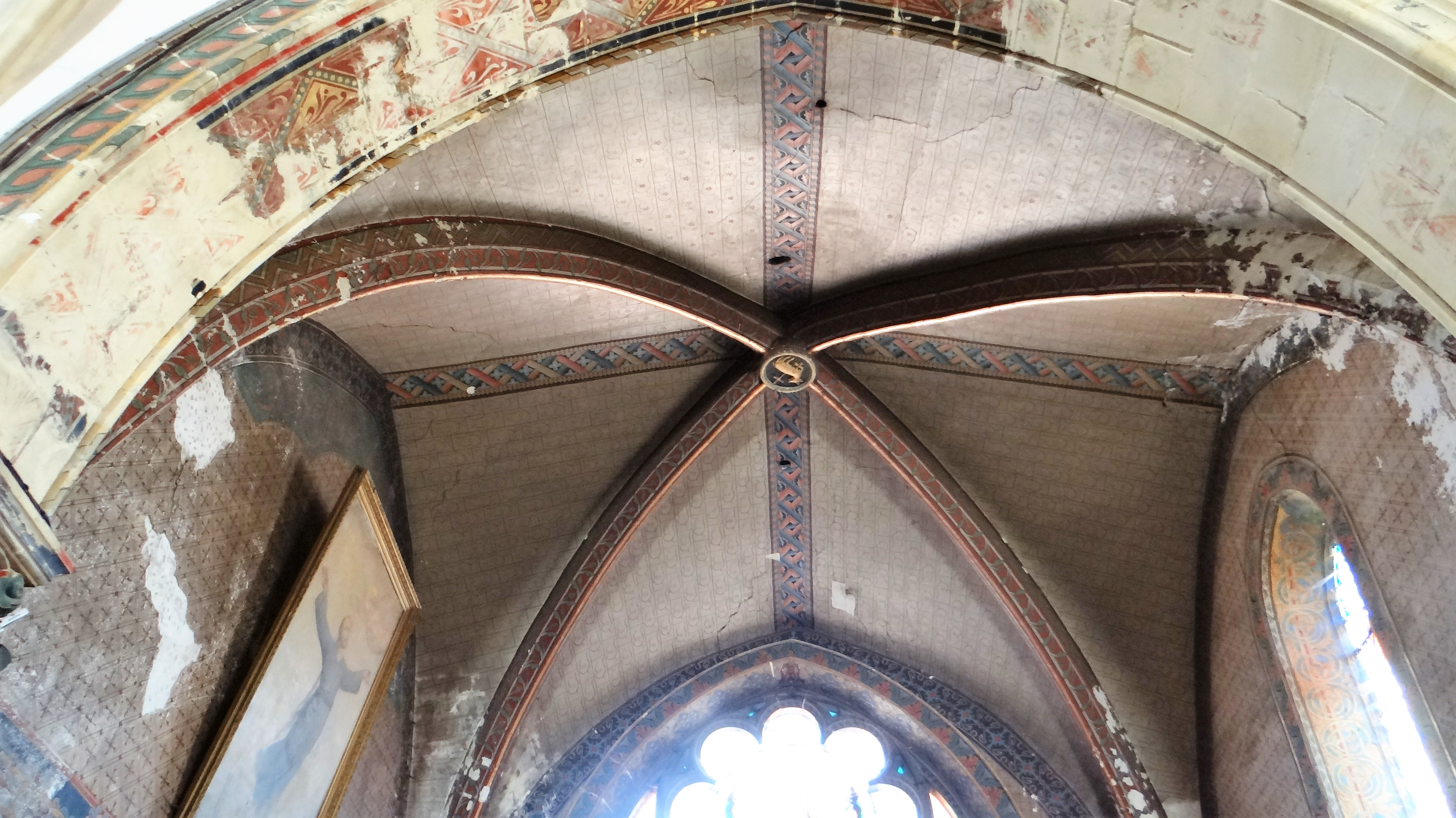
Voûte de l'abside.
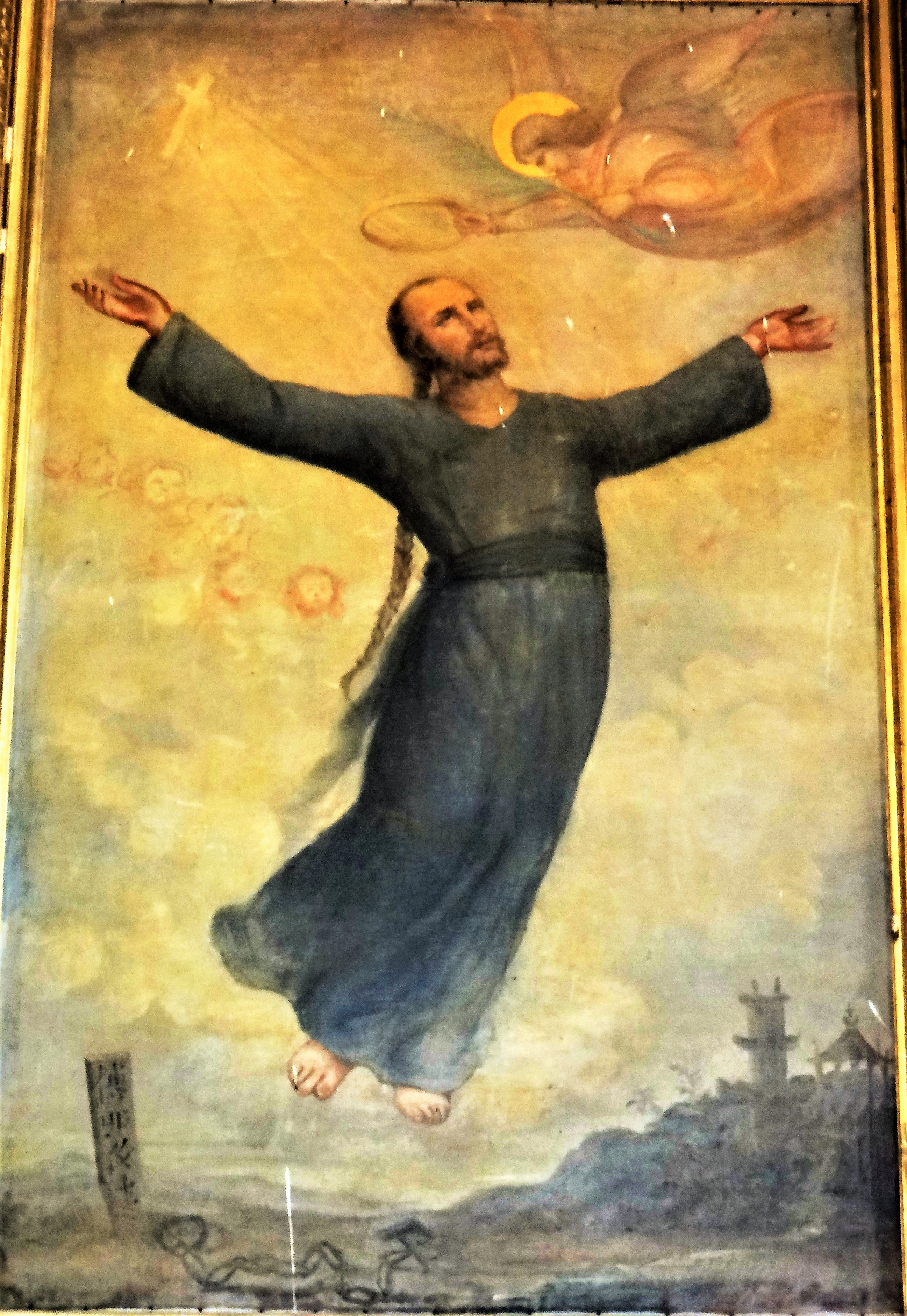
Tableau : Ascension de Jean-Gabriel Perboyre.

## Vitraux
L'église a été décorée de vitraux de Gustave Pierre Dagrant en 1879.

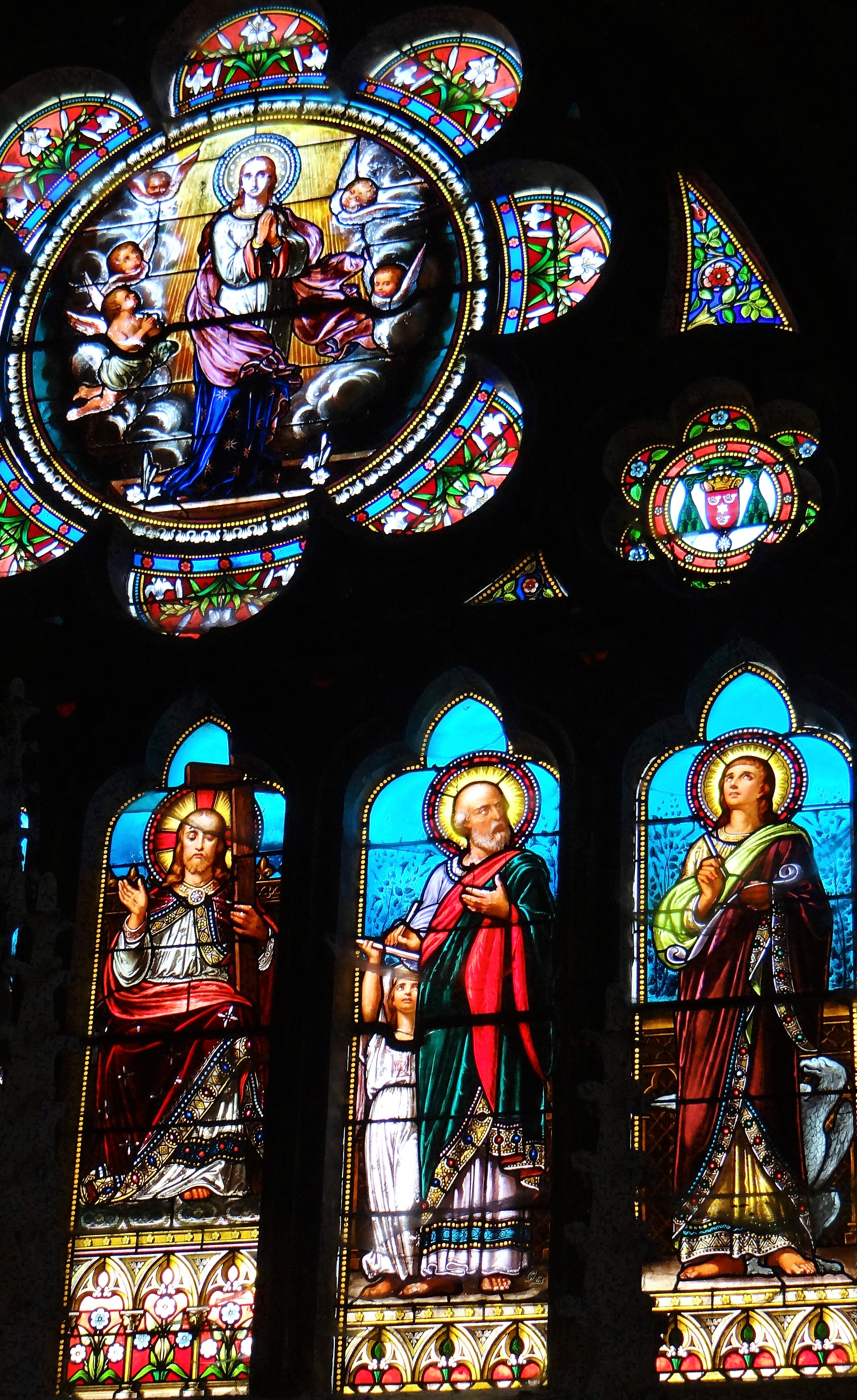
Vitrail du chevet : le Christ avec les évangélistes saint Matthieu et saint Jean et Assomption de Marie.
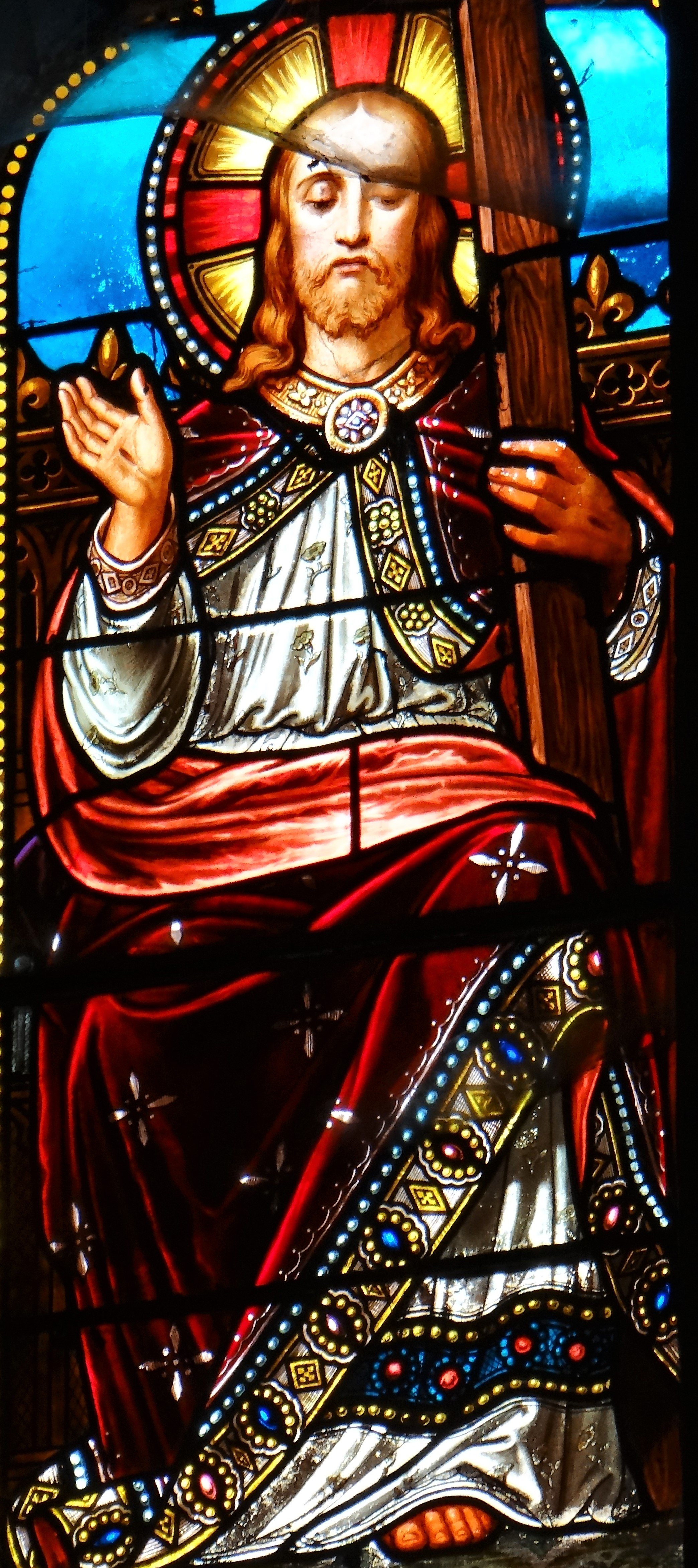
Le Christ.
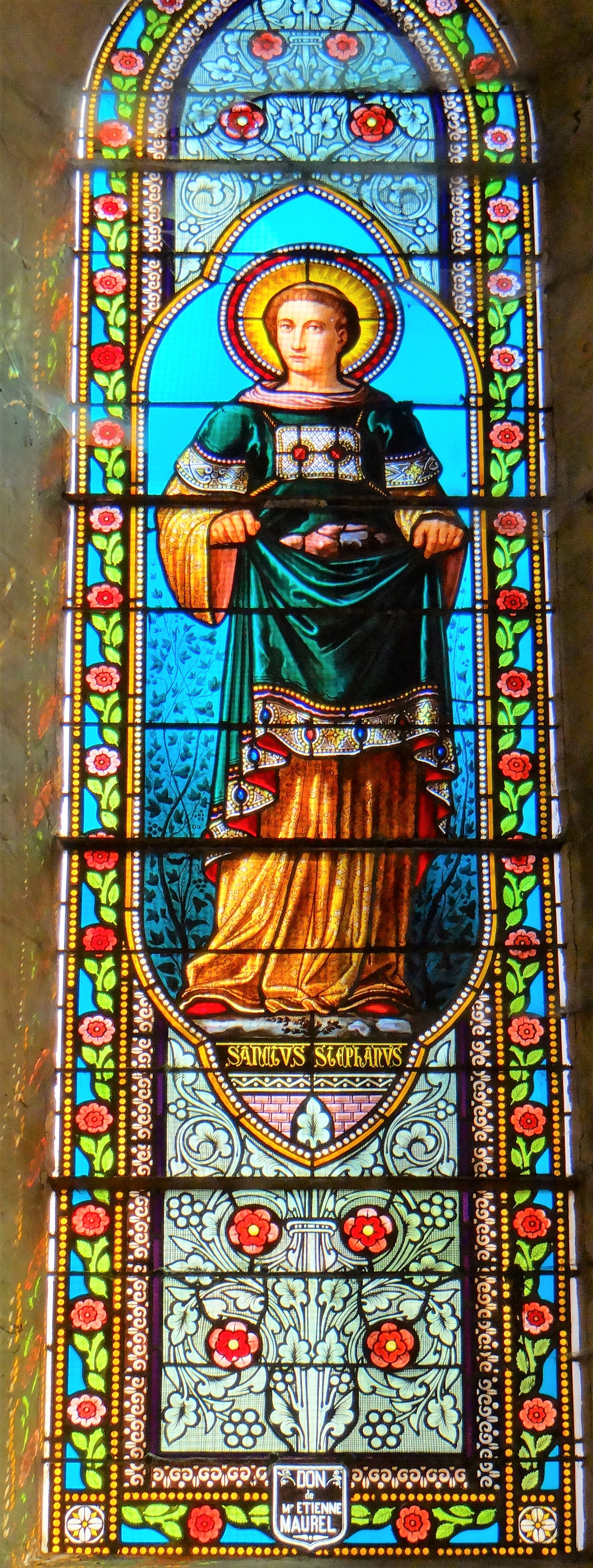
Saint Étienne.
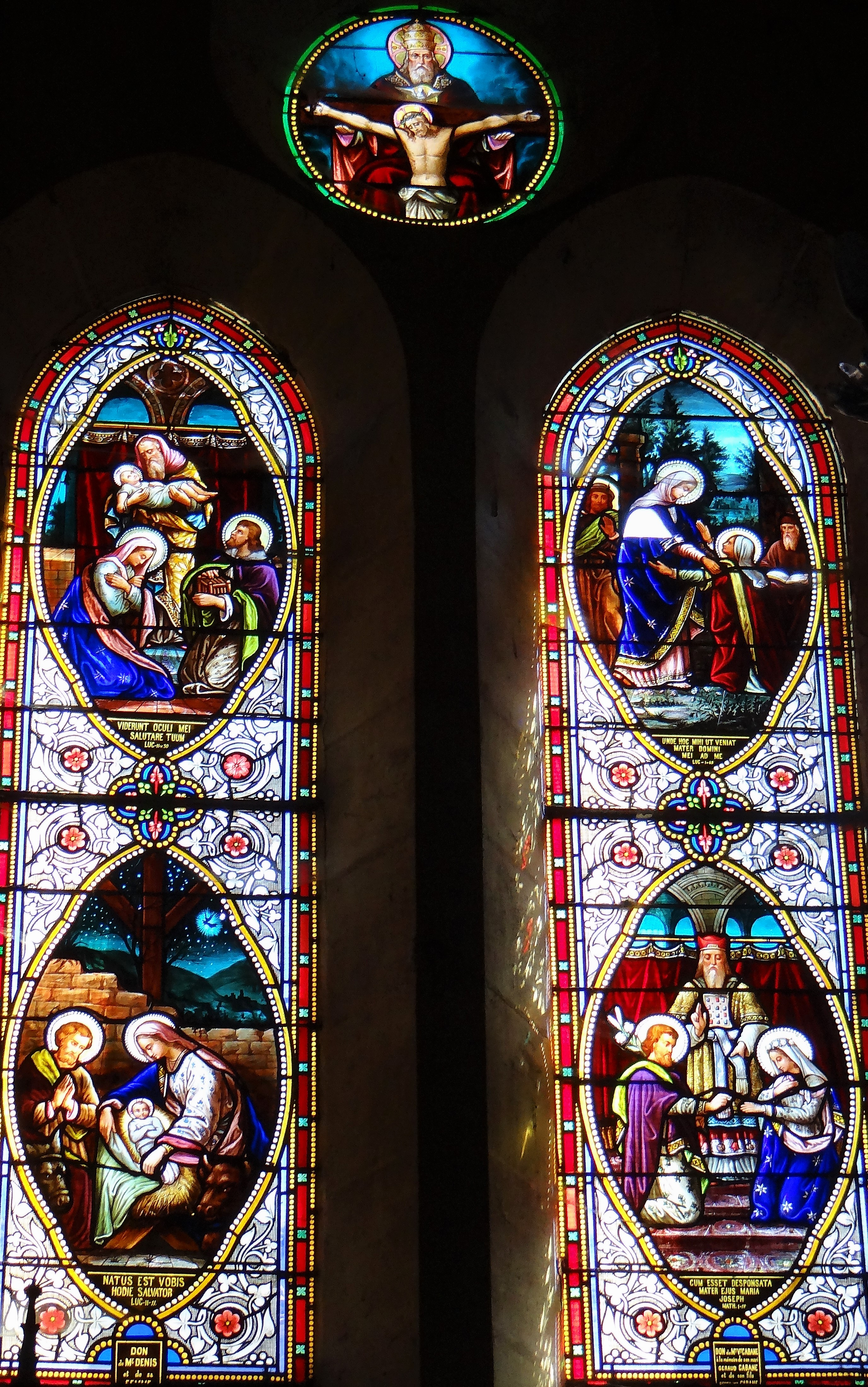
Verrière de la vie de Marie.
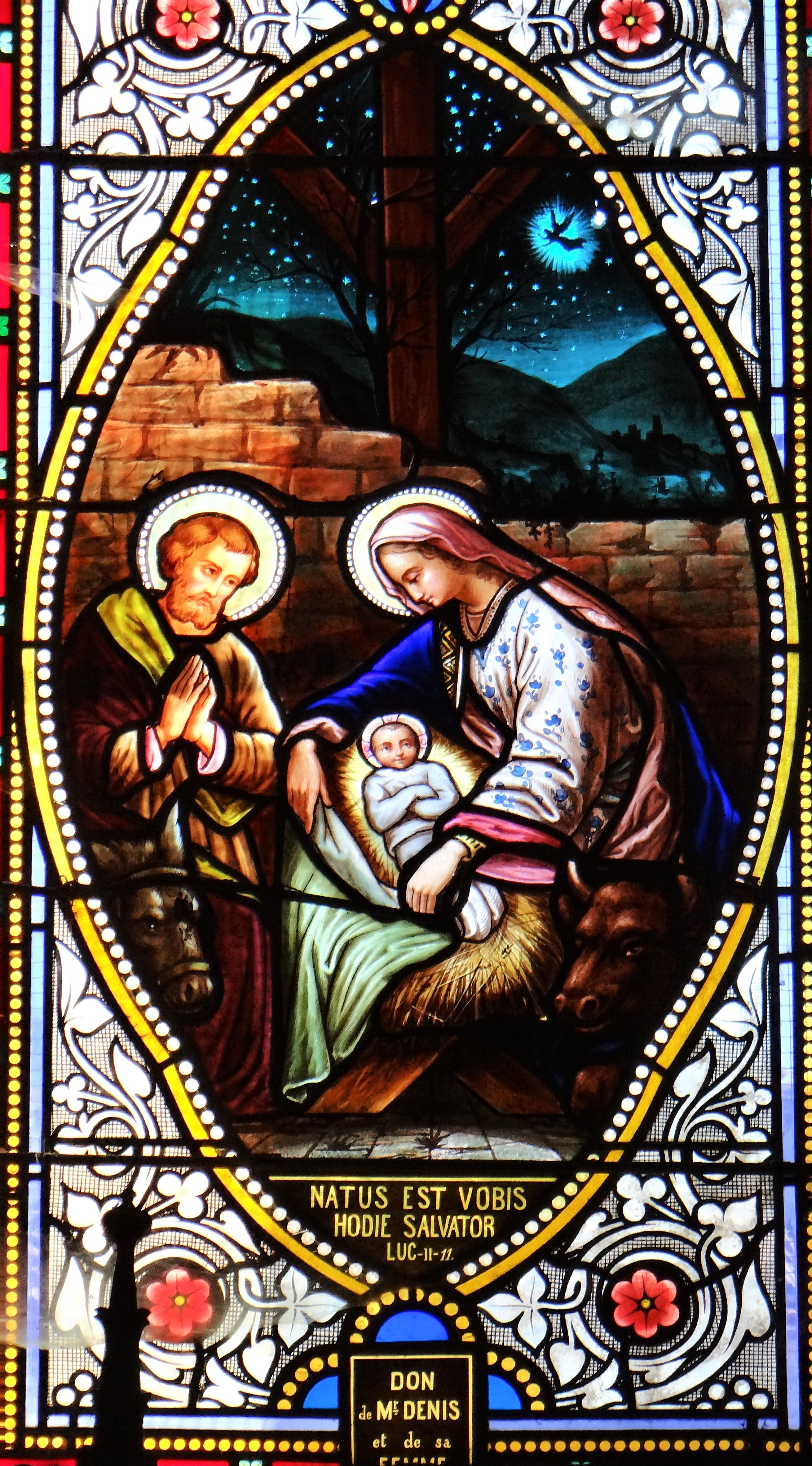
Nativité.
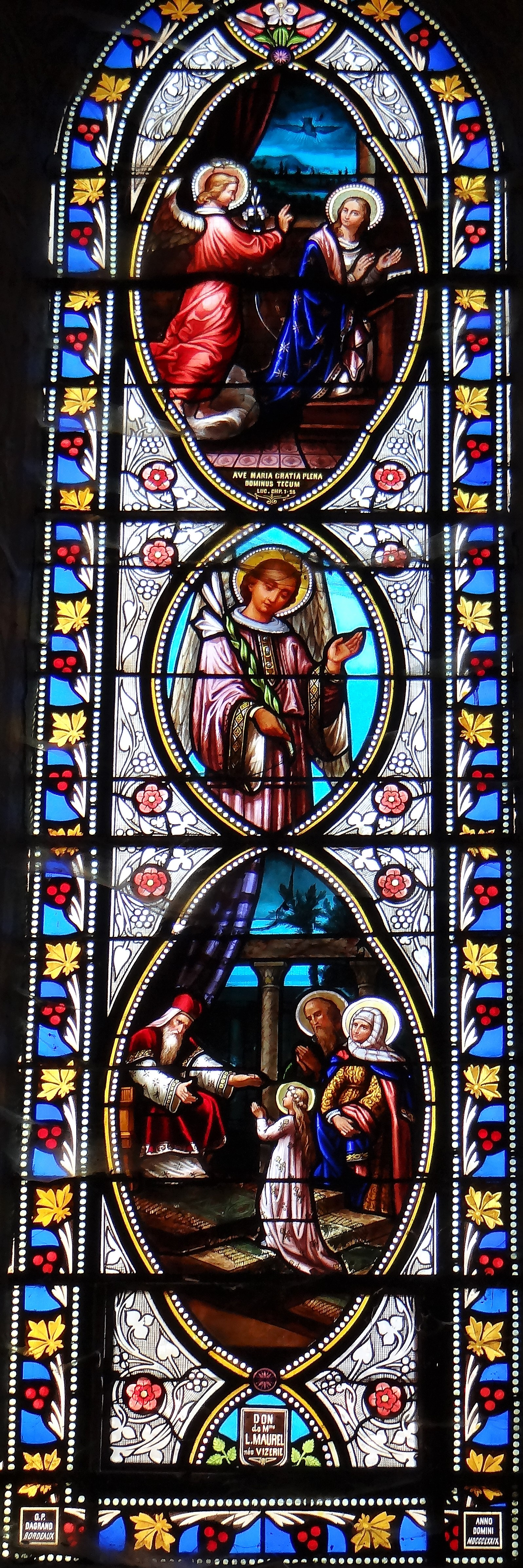
Éducation de Marie et Annonciation.
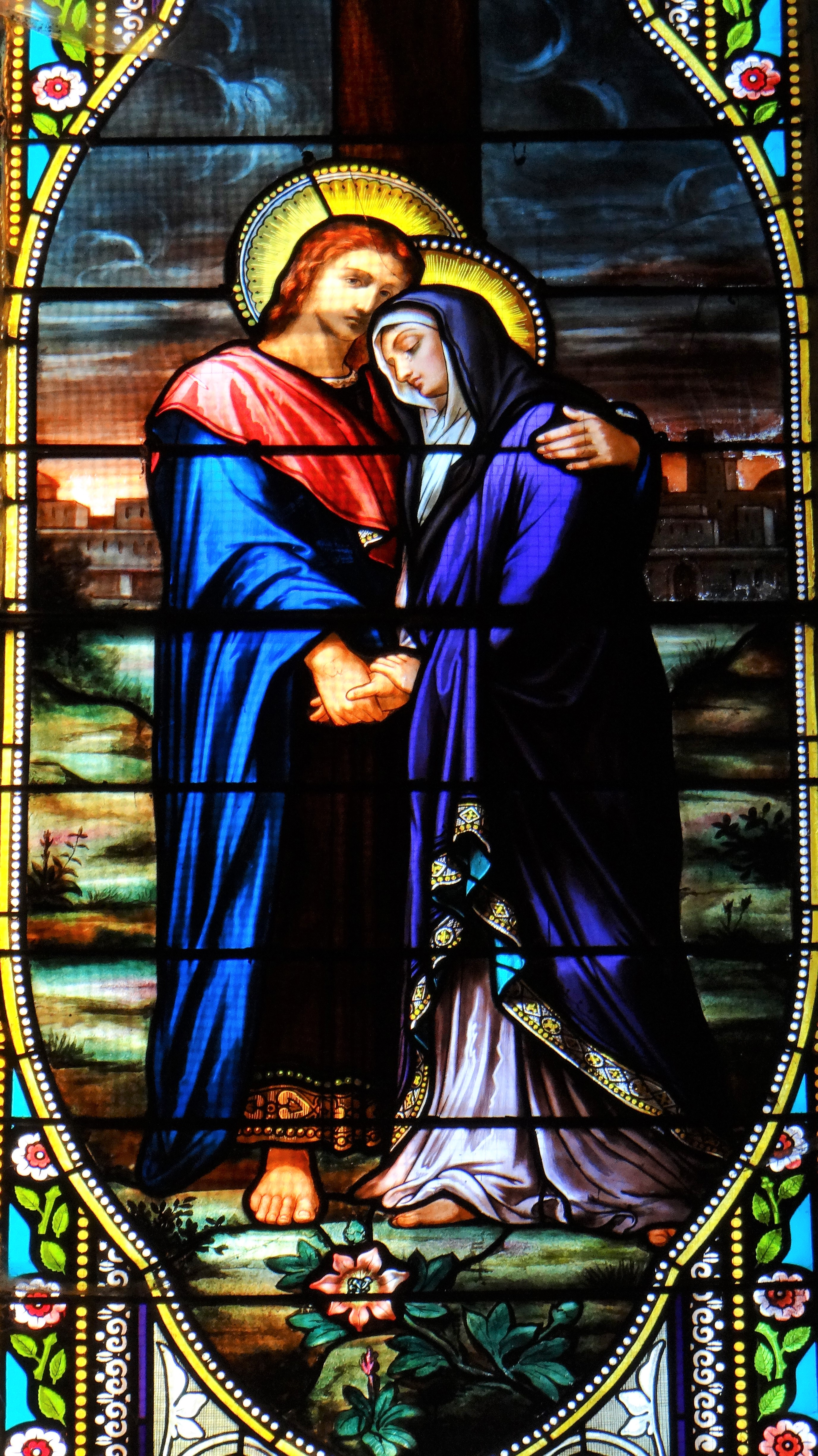
Marie et saint Jean.
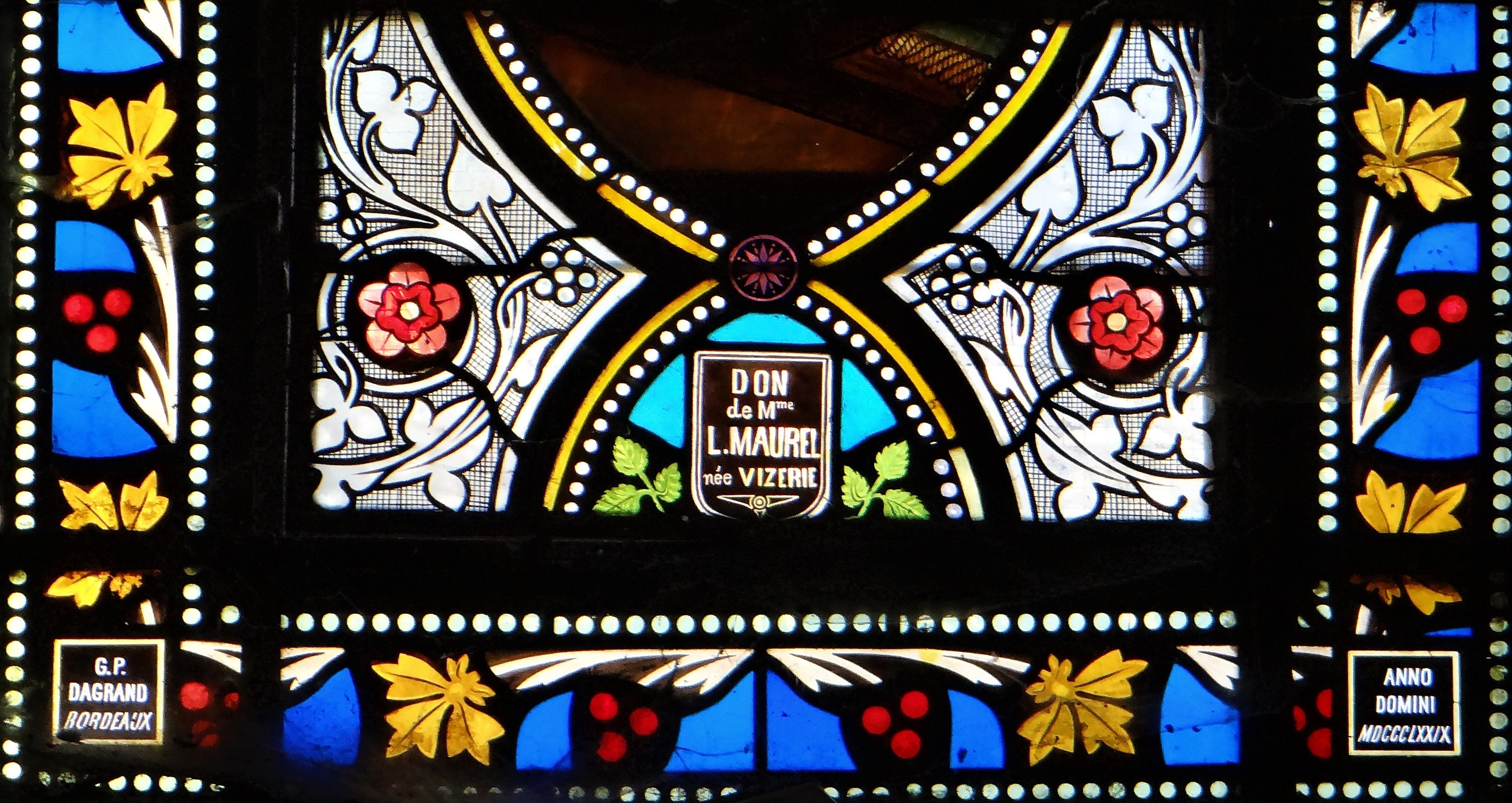
Signature du maître verrier Dagrand(t), 1879 et donatrice.
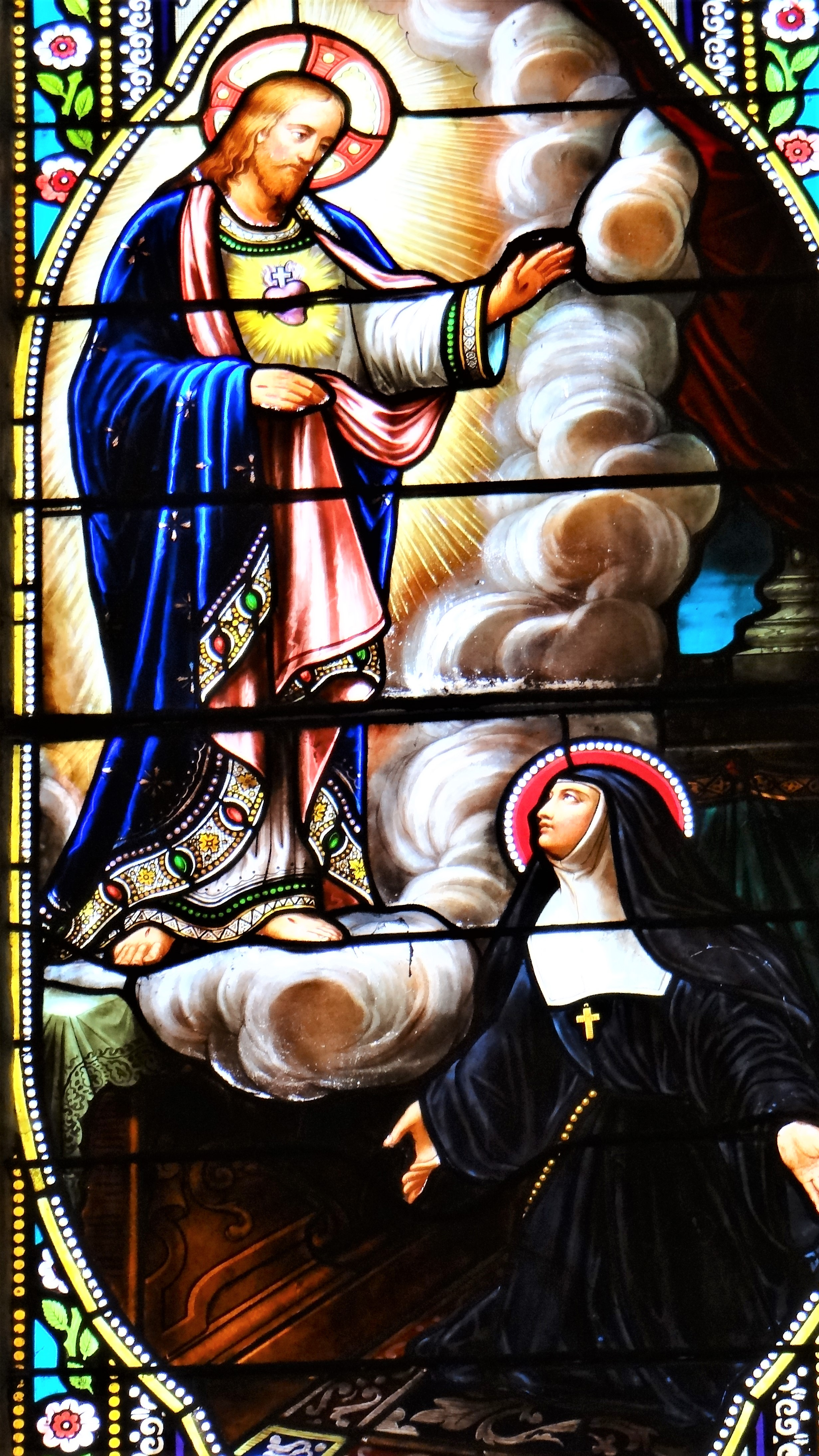
Vision de Marguerite-Marie Alacoque.